# Cabo Vírgenes
Cabo Vírgenes – przylądek w Argentynie, najdalej na południowy wschód wysunięty punkt kontynentalnej części kraju, położony w prowincji Santa Cruz, w Patagonii, u wejścia do Cieśniny Magellana,. Nazwa przylądka oznacza w języku hiszpańskim „Przylądek Dziewic”.
Odkryty został przez wyprawę Ferdynanda Magellana, 21 października 1520 r., w dniu św. Urszuli i Jedenastu Tysięcy Dziewic, co dało początek nazwie tego obiektu.
Na przylądku, od 1904 r., znajduje się latarnia morska (białe światło błyskowe o fazie 5 sekund, widoczne z odległości 24 mil morskich).
Obszar przylądka, od 1986 r., jest rezerwatem przyrody o powierzchni 1230 ha, chroniącym liczne gatunki ptaków m.in. pingwiny.

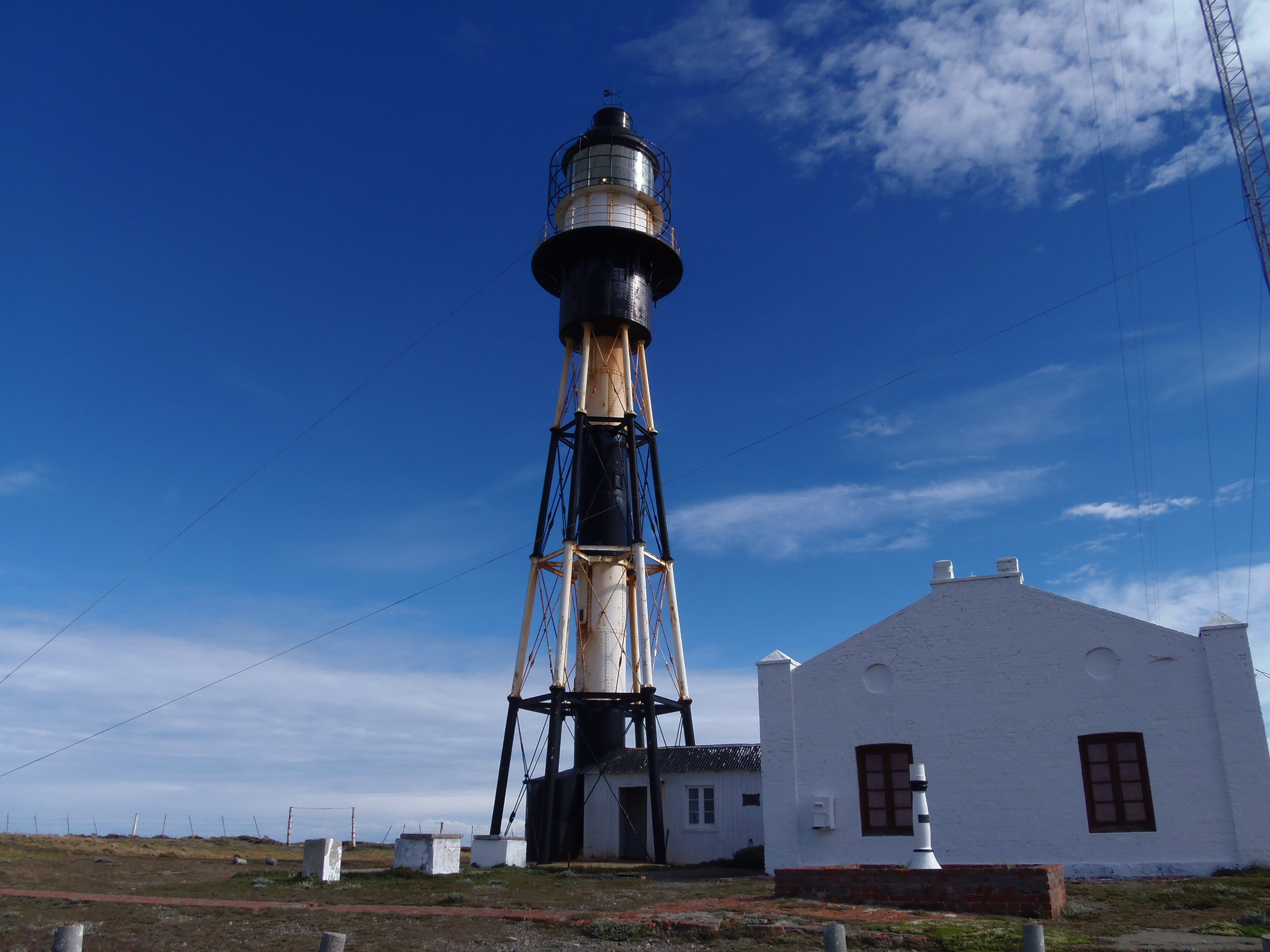
Latarnia morska na przylądku Vírgenes